# Eldin Jakupović
Eldin Jakupović (ur. 2 października 1984 w Kozaracu) – szwajcarski piłkarz pochodzenia bośniackiego grający na pozycji bramkarza w Leicester City.

## Kariera klubowa
Jakupović urodził się w Bośni i Hercegowinie, ale w młodym wieku wyemigrował z rodzicami do Szwajcarii z powodu Wojny w Bośni. Tam w 1992 roku rozpoczął karierę w amatorskim klubie o nazwie FC Bilten. W latach 1998–1999 trenował w FC Niederurnen, a następnie trafił do młodzieżowej drużyny Grasshoppers Zurych. W 2004 roku znalazł się w kadrze pierwszej drużyny prowadzonej przez trenera Alaina Geigera. 8 sierpnia zadebiutował w pierwszej lidze w wygranym 1:0 spotkaniu z FC Schaffhausen. W całym sezonie wystąpił 13 razy i rywalizował o miejsce w składzie z Włochem Marco Ambrosio oraz Peterem Jehle z Liechtensteinu. Grasshoppers zajęło 3. pozycję w lidze.
Latem 2005 Eldin został wypożyczony do FC Thun. 16 lipca rozegrał dla niego swój pierwszy mecz – Thun wygrało 2:0 z FC Aarau. Był podstawowym zawodnikiem Thun i wystąpił we wszystkich meczach eliminacji do Ligi Mistrzów, a także fazy grupowej (ze Spartą Praga, z Arsenalem i Ajaksem Amsterdam). W lidze zajął z Thun 5. pozycję.
W 2006 roku Jakupović został sprzedany za 2 miliony euro do rosyjskiego Lokomotiwu Moskwa. 19 marca zadebiutował w Premier Lidze w spotkaniu z Krylją Sowietow Samara. Z Lokomotiwem był trzeci w lidze i pełnił rolę rezerwowego dla Uzbeka Aleksieja Poliakowa. W 2007 roku wystąpił w 15 spotkaniach Lokomotiwu.
We wrześniu 2007 Jakupović został wypożyczony do Grasshoppers i tym samym powrócił do klubu z Zurychu. 29 września w 90. minucie meczu z BSC Young Boys uratował remis 3:3 swojemu zespołowi zdobywając pierwszego gola w karierze. W 2010 roku Jakupović odszedł z Grasshoppers do greckiego Olympiakosu Volos, a rok później został graczem drużyny Aris FC.
| Sezon   | Klub                 | Kraj       | Rozgrywki          | Mecze | Bramki |
| ------- | -------------------- | ---------- | ------------------ | ----- | ------ |
| 2004/05 | Grasshoppers Zurych  | Szwajcaria | Swiss Super League | 13    | 0      |
| 2005/06 | FC Thun              | Szwajcaria | Swiss Super League | 22    | 0      |
| 2006    | Lokomotiw Moskwa     | Rosja      | Priemjer-Liga      | 5     | 0      |
| 2007    | Lokomotiw Moskwa     | Rosja      | Priemjer-Liga      | 15    | 0      |
| 2007/08 | Grasshoppers Zurych  | Szwajcaria | Swiss Super League | 23    | 1      |
| 2008/09 | Grasshoppers Zurych  | Szwajcaria | Swiss Super League | 34    | 0      |
| 2009    | Lokomotiw Moskwa     | Rosja      | Priemjer-Liga      | 0     | 0      |
| 2010/11 | Olympiakos Volos     | Grecja     | Alpha Ethniki      | 33    | 0      |
| 2011/12 | Aris FC              | Grecja     | Alpha Ethniki      | 1     | 0      |
| 2012/13 | Hull City            | Anglia     | Championship       | 5     | 0      |
| 2013/14 | Hull City            | Anglia     | Premier League     | 1     | 0      |
| 2013/14 | Leyton Orient (wyp.) | Anglia     | League One         | 4     | 0      |
| 2013/14 | Leyton Orient (wyp.) | Anglia     | League One         | 9     | 0      |
| 2014/15 | Hull City            | Anglia     | Premier League     | 3     | 0      |
| 2015/16 | Hull City            | Anglia     | Championship       | 2     | 0      |
| 2016/17 | Hull City            | Anglia     | Premier League     | 21    | 0      |
| 2017/18 | Leicester City       | Anglia     | Premier League     | 2     | 0      |

## Kariera reprezentacyjna
W 2005 roku Jakupović wystąpił we dwóch spotkaniach młodzieżowej reprezentacji Bośni i Hercegowiny U-21. Natomiast w marcu 2006 wystąpił w jednym spotkaniu młodzieżowej drużyny Szwajcarii U-21. W marcu 2007 roku otrzymał powołanie do pierwszej reprezentacji Bośni na mecz z Norwegią, jednak ostatecznie nie wystąpił. W 2008 roku zdecydował się reprezentować Szwajcarię i został powołany przez selekcjonera Jakoba Kuhna do kadry na Euro 2008 w miejsce kontuzjowanego Fabio Coltortiego.